# 킴 치우
킴 치우(Kim Chiu, 1990년 4월 19일~)는 필리핀의 배우, 가수다.

## 출연 작품
- 머스트 데이트 더 플레이보이 (2015)
- 브라이드 포 렌트 (2014)